# Livorno

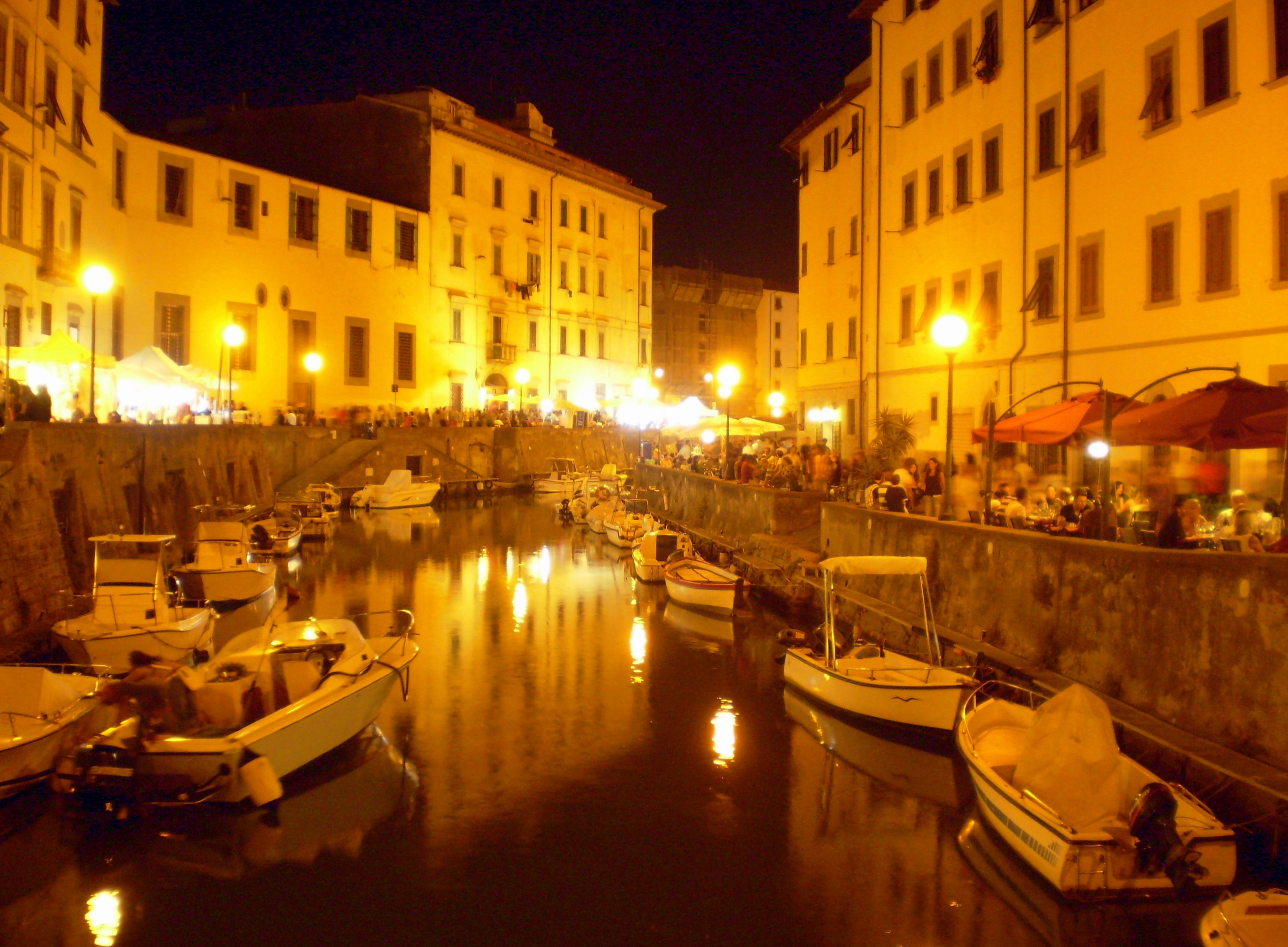
Livorno - cartierul Noua Veneție

Livorno este un oraș cu apoximativ 160.000 de locuitori din regiunea Toscana, Italia, fiind și port la Marea Tireniană. Orașul este capitala provinciei cu același nume și al treilea 
port ca mărime de pe coasta de vest a țării.

## Demografie
Livorno - evoluția demografică

|  | Graficele sunt indisponibile din cauza unor probleme tehnice. Mai multe informații se găsesc la Phabricator și la wiki-ul MediaWiki. |

Date: Recensăminte sau birourile de statistică - grafică realizată de Wikipedia

## Personalități ale orașului
- Giovanni Fattori (1825 - 1908), pictor;
- Amedeo Modigliani (1884 – 1920), pictor și sculptor;
- Pietro Mascagni (1863 - 1945), compozitor, dirijor;
- Galeazzo Ciano (1903 – 1944), fost ministru al afacerilor externe în perioada fascistă;
- Voltolino Fontani (1920 - 1976), pictor;
- Carlo Azeglio Ciampi (1920 - 2016), fost președinte al Italiei;
- Maurizio Micheli (n. 1947), actor;
- Cristiano Lucarelli (n. 1975), fotbalist, manager sportiv.

## Orașe înfrățite
- Guadalajara (Spania)
- Novorossiysk (Rusia)
- Oakland (Statele Unite ale Americii)
- Haiphong (Vietnam)
- Bat Yam (Israel)